# Kobayashi Shinji
Shinji Kobayashi (小林 伸二 (Tiểu-Lâm Thân-Nhị) Kobayashi Shinji, sinh ngày 24 tháng 8 năm 1960) là một huấn luyện viên và cựu cầu thủ bóng đá người Nhật Bản.

## Sự nghiệp Huấn luyện viên
Shinji Kobayashi đã dẫn dắt Oita Trinita, Cerezo Osaka, Montedio Yamagata, Tokushima Vortis và Shimizu S-Pulse.